# Flughafen Kismaayo

i7
i11
i13
Der Flughafen Kismaayo (IATA-Code: KMU, ICAO-Code: HCMK) liegt etwa 9 Kilometer südwestlich der Stadt Kismaayo im Süden Somalias. Die Stadt ist die Hauptstadt der Region Jubbada Hoose, der südlichsten des Landes. 
Der Flughafen liegt auf einer Höhe von 15 m über dem Meer. Von Kismaayo aus ist der größte Flughafen Kenias, der Flughafen Jomo Kenyatta International sowie zeitweise der Flughafen Mogadischu erreichbar.
Der Flughafen wird auch Internationaler Flughafen Sayid Mohamed Abdule Hassan genannt. Dies bezieht sich auf den bedeutenden somalischen Poeten, Mohammed Abdullah Hassan, der ein Symbol für die nationale Einheit Somalias ist.